# Полія однорічна
{{#ifeq:0|0|{{#if:Pohlia annotina|{{#if:|[[]}}|[[]]}}}}
Полія однорічна (Pohlia annotina) — вид мохів порядку головмохальних (Bryales).

## Поширення
Батьківщиною є Європа, Макаронезія, Північна Америка, Азія, Тасманія.
Населяє кислий, гравійний або піщаний пошкоджений ґрунт, узбіччя, береги струмків; від низьких до високих висот.

## Характеристика
Рослини дрібні, зелені, тьмяні. Стебла 0.3–3 см. Листки ± прямовисні, ланцетні, 0.6–1.1 мм; краї від зубчастих до зубчастих у дистальній 1/3. Спеціалізоване нестатеве розмноження зазвичай присутнє в безплідному стані; пазушні геми в щільних скупченнях, рідко нечисленні або поодинокі на старих стеблах. Вид дводомний. Коробочкові ніжки оранжево-коричневі. Коробочка нахилена під кутом 95–180°, від коричневої до солом'яної, грушоподібна. Спори 16–21 мкм, дрібно шорсткі.